# Norbuling-Kloster
Das Kloster Norbuling (tibetisch ནོར་བུ་གླིང་ Wylie nor bu gling) ist ein Bön-Kloster im Kreis Nyainrong (Nyenrong) von Nagqu (Nagchu) in Tibet. Der 13. Abt des Klosters ist Tenpe Nyima (tibetisch bstan pa'i nyi ma; 1943-). Der 3. Vertreter der Reihe der Drubwang Rinpoches (tibetisch grub dbang rin po che) begann mit ihm zusammen in den 1990er Jahren mit der Sammlung des Tanjur, des ersten Bön-Kanons in der Geschichte Tibets.